# Z punktu widzenia nocnego portiera
Z punktu widzenia nocnego portiera – krótkometrażowy film dokumentalny w reżyserii Krzysztofa Kieślowskiego z 1977 roku, przedstawiający portret fabrycznego strażnika, człowieka o fanatycznym stosunku do dyscypliny; dokument miał w zamierzeniu reżysera pokazać, jak ustrój totalitarny może ukształtować obywatela na bezwzględną i absolutnie posłuszną jednostkę, ślepo dążącą do wyznaczanych przez ideologię celów.

## Treść filmu
Film opiera się na monologu fabrycznego strażnika – Mariana Osucha, opowiadającego o swoim życiu. Nocny portier lubi kontrolować ludzi. Powierzoną mu pracę wykonuje rzetelnie, dokładnie sprawdza, co jest wnoszone i wynoszone z zakładu, pilnuje, aby pracownicy regulaminowo przybijali karty pracy, jest drobiazgowym fanatykiem dyscypliny. Po pracy społecznie, z własnej inicjatywy, kontroluje wędkarzy łowiących bez karty wędkarskiej i szkolną młodzież wagarującą w czasie lekcji. Konsekwencją jego aktywności są konfiskaty sprzętu, wezwania przed komisję dyscyplinarną, umieszczanie dzieci w poprawczakach. Bohater jest jednak całkowicie przekonany o słuszności i skuteczności tych interwencji.
Portier jest także pokazany w sytuacjach prywatnych. Kupuje sobie owczarka niemieckiego i nieudolnie go tresuje. Jedna ze scen przedstawia moment, gdy bohater uczy nastoletniego syna, jak zawiązać krawat. Choć odnosi się do niego z ojcowską troskliwością, to współczesną młodzież stanowczo krytykuje.
Popiera panujący ustrój polityczny, nie rozumie obywateli niezadowolonych z komunistycznej władzy. Dyscyplinę uważa za najwyższą wartość. Jest zwolennikiem kary śmierci i publicznych egzekucji ku przestrodze innym.
Finałowa scena pokazuje grupę dzieci zwiedzających fabrykę. Nauczycielka, wskazując na głównego bohatera, pyta: „Jak się nazywa taki pan?”. Mały chłopiec odpowiada „Ten pan się nazywa…” i nie kończy zdania, pozostałe dzieci milczą.

## Proces tworzenia filmu

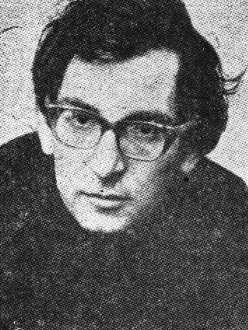
Krzysztof Kieślowski, reżyser filmu (1972)

Kieślowski nosił się z zamiarem stworzenia filmu na temat fanatycznego strażnika, zanim jeszcze spotkał swojego bohatera. Inspiracją były dla niego zapiski innego stróża o podobnych przekonaniach, w którego zachowaniu i poglądach odkrył typ tzw. Nowego Człowieka, bezwzględnego służbisty omamionego przez partyjną propagandę. Autor pamiętnika okazał się jednak postacią nienadającą się na bohatera filmu. Reżyser rozpoczął więc poszukiwania głównej postaci do stworzonego już scenariusza. Marian Osuch został wybrany przez Kieślowskiego spośród wielu innych kandydatur, gdyż nie tylko miał mentalność zbliżoną do stróża – autora pamiętników, ale też odpowiadał wymogom kamery. Pracę z nim Kieślowski rozpoczął od nagrania wypowiedzi bohatera na taśmie magnetofonowej. Reżyser nie tylko biernie rejestrował działania swojego bohatera, ale stosował także inscenizację i prowokację. Owczarek niemiecki, który pojawia się w trzech scenach filmu, został specjalnie kupiony na potrzeby produkcji. Podglądanie wędkarzy nad rzeką także zostało zaaranżowane przez Kieślowskiego. W scenie pozorowanego pościgu za złodziejem fabrycznym bohater, na prośbę reżysera, odegrał samego siebie.
Film powstał na barwnej taśmie filmowej Orwo o szerokości 35 mm i długości 463 m.

## Dystrybucja
Film początkowo został zatrzymany przez cenzurę. Jego premiera odbyła się podczas XIX Ogólnopolskiego Festiwalu Filmów Krótkometrażowych w Krakowie w 1979 roku, był także pokazywany na innych festiwalach filmowych. Nigdy nie trafił do obiegu kinowego. W roku 1980 reżyser odmówił wyświetlenia go w telewizji, gdyż obawiał się ataków na swojego bohatera. Jak sam to uzasadniał: 
Byłem przeciwko pewnej postawie, którą reprezentował, ale to przecież nie znaczy, że jak facet reprezentuje taką postawę, to należy go z tego powodu postawić pod murem. Dlatego nie zgodziłem się na pokazanie tego filmu w telewizji uważając, że zrobiłbym temu człowiekowi okropną krzywdę. 
Przed masową publicznością dokument został pokazany dopiero po śmierci Kieślowskiego w 1996 roku.

## Odbiór
Ponieważ początkowo dokument był pokazywany przed publicznością festiwalową, jego pierwsze recenzje świadczą o zrozumieniu głębszego przesłania filmu. Bożena Janicka w 1979 roku napisała:

To nie ten nieszczęśnik, który zwierza się nam prostodusznie, że kontrolowanie współobywateli jest nie tylko jego zawodem, ale również osobistą pasją i hobby, stanowi problem. Za jego pośrednictwem wkraczamy w sam środek sporu o to, jakimi metodami można skutecznie osiągnąć takie cele społeczne jak ład, porządek, respektowanie prawa.

Nieco inaczej odbierała ten sam film publiczność międzynarodowa. Po festiwalu w Lille Ginette Gervais pisała, że dokument Kieślowskiego to:

karykaturalny obraz maniaka dyscypliny i regulaminu, który z pewnością rozbawi wielu widzów.

## Interpretacja
Punktem wyjściowym dla reżysera nie były losy jednostkowego człowieka, ale pewna idea, którą postanowił udowodnić. Kieślowski chciał pokazać, jak system totalitarny kształtuje słabą osobowość, czyniąc z niej bezwolne narzędzie. Marian Osuch stał się przykładem ilustrującym tę przemianę. Dlatego też, choć pozornie, film składający się z wypowiedzi nocnego stróża, jest obiektywną prezentacją postaci, to zastosowane przez reżysera środki artystycznego wyrazu świadomie budują negatywny obraz bohatera.
Reżyser nie skrytykował swojego bohatera wprost, lecz, wykorzystując jego wypowiedzi, skomponował portret psychologiczny postaci, który mijał się z powszechnie akceptowanymi wartościami moralnymi. Uwypuklił te cechy bohatera, które były istotne dla przyjętej a priori tezy. Dysonans rodzi się pomiędzy wysokim mniemaniem portiera o sobie a odczuciami, jakie budzą jego wypowiedzi u publiczności. Ten brak spójności jest wzmacniany przez muzykę Wojciecha Kilara, której łagodne brzmienie kontrastuje z wypowiedziami Mariana Osucha, a także poprzez zastosowanie przy kręceniu filmu taśm marki Orwo, które, zdaniem Kieślowskiego, deformując kolor, potęgowały poczucie karykaturalności przedstawionego świata.
Główny bohater może widzowi przypominać mentalnością faszystowskich oprawców z obozów koncentracyjnych. Reżyser, choć sam powstrzymuje się od komentarza, podsuwa widzowi to skojarzenie w subtelnych aluzjach. Tytuł jego produkcji nawiązuje do filmu Nocny portier (1974) w reżyserii Liliany Cavani, gdzie przedstawiona została historia byłego oficera SS, zatrudnionego po wojnie na stanowisku portiera w hotelu w Wiedniu. Bohater filmu Kieślowskiego kupuje w schronisku owczarka niemieckiego – psa, który w powszechnym wyobrażeniu uznawany jest za atrybut brutalnego funkcjonariusza czy faszysty. Ostatnia scena, w której nie pada odpowiedź na pytanie nauczycielki „Jak się nazywa taki pan?”, jest zachętą dla widza do samodzielnej refleksji nad przedstawioną postacią.
Choć główny bohater filmu został przedstawiony w negatywnym świetle, reżyser nie wypowiadał się o nim tak jednoznacznie. Kieślowski zwracał uwagę na to, że Marian Osuch szczerze wierzył w zasadność i skuteczność swoich działań. Nie był człowiekiem złym, lecz ukształtowanym przez system, w którym się wychował. Reżyser skrytykował jego postawę, bronił zaś osoby. Widział w Marianie Osuchu człowieka zagubionego w świecie, który nie potrafi samodzielnie ocenić, co jest dobre, a co złe, szuka wsparcia i autorytetów. Reżyser był także świadomy, że jego bohater w pewnym stopniu wpisał się w rolę, której od niego oczekiwano. Nie chcąc skrzywdzić człowieka, który w dobrej wierze opowiedział o sobie przed kamerą, aż do swojej śmierci nie wyrażał zgody, aby jego film ukazał się w telewizji. W roku 1979 zaangażował Mariana Osucha raz jeszcze do epizodycznej roli portiera w kolejnym swoim filmie, Amatorze.

## Nawiązania
W 2006 roku austriacki reżyser Andreas Horvath po latach odnalazł Mariana Osucha. W wyniku tego spotkania powstał kolejny dokumentalny film krótkometrażowy, zatytułowany Z punktu widzenia emerytowanego nocnego portiera. Janusz Margański pisał o nim:

Jeśli Kieślowski chciał odsłonić w postaci nocnego portiera wizerunek zaprojektowany przez totalitarną machinę, to Horvath przeciwnie – zainspirowany filmem Kieslowskiego – starał się dotrzeć do „prawdziwego człowieka”.

Pan Marian jako 77-letni emeryt to samotny, skromnie żyjący, nieco zagubiony wdowiec. Jeszcze raz opowiada do kamery o swoim życiu. Na światło dzienne wychodzą fakty, które kłócą się z obrazem człowieka, przedstawionym w filmie Kieślowskiego. Bohater przyznaje, że w przeszłości sam nieraz łamał regulamin, został nawet ukarany za niezgodne z zasadami wędkowanie. Wciąż uważa, że za każde przewinienie należy surowo karać. Jest dumny z filmu, którego stał się niegdyś głównym bohaterem i nie czuje się przez reżysera w żaden sposób wykorzystany.

## Nagrody i wyróżnienia
W 1979 roku film zdobył cztery nagrody:
- Grand Prix „Złoty Lajkonik” na XIX Ogólnopolskim Festiwalu Filmów Krótkometrażowych w Krakowie (razem z filmem Siedem kobiet w różnym wieku)
- Nagroda Międzynarodowego Klubu Krytyki Filmowej na XVI Międzynarodowym Festiwalu Filmów Krótkometrażowych w Krakowie
- Nagroda Jury na Międzynarodowym Festiwalu Filmów Krótkometrażowych i Dokumentalnych w Lille
- „Srebrna Sestercja” na Międzynarodowym Festiwalu Filmów Dokumentalnych „Visions du Reel” w Nyonie[6]